# Valmiki (krater)
Valmiki är en nedslagskrater på planeten Merkurius, med en diameter på ungefär 210 kilometer.
1976 uppkallades kratern efter helgonet Valmiki.